# ثعابة
الثَّعَّابة (الاسم العلمي: Woodfordia)، جنس نباتات مُزهر من فصيلة الخثرية.

## الأنواع
- ثعابة مخشوشبة (unresolved)
- ثعابة مخشوشبة (L.) Kurz (= W. tomentosa)
- Woodfordia uniflora (A. Rich.) Koehne